# Sistema de Trens Urbanos de Maceió
O Sistema de Trens Urbanos de Maceió é o sistema de veículo leve sobre trilhos (VLT) (light rail) que serve parte da Região Metropolitana de Maceió. É operado pela Companhia Brasileira de Trens Urbanos (CBTU) através da Superintendência de Trens Urbanos de Maceió.
É composto atualmente por 16 estações, com 15 operacionais, distribuídas entre duas linhas que juntas somam 34,73 quilômetros de extensão. A linha azul, mais extensa, que interliga os municípios de Maceió, Satuba e Rio Largo, e a linha verde, que interliga algumas partes do interior da capital do estado.

## História

### Antecedentes
Na metade do século passado, várias cidades da região Nordeste, incluindo Maceió, eram conectadas entre si pela malha ferroviária administrada pela estatal RFN, formada pela encampação da inglesa Great Western of Brazil Railway Company pelo Governo brasileiro.
Em 1957, a Rede Ferroviária do Nordeste foi incorporada à RFFSA como sua subsidiária no processo de estatização das linhas férreas brasileiras. Algumas décadas depois, em 1997, durante as privatizações do governo Fernando Henrique Cardoso, a malha ferroviária nordestina foi condedida a Companhia Ferroviária do Nordeste (CFN), atual Transnordestina S.A.
Progressivamente, Maceió foi perdendo suas conexões ferroviárias com o resto da região: a rede atual é apenas uma sombra de seu passado, conectando duas cidades de sua região metropolitana a si, Satuba e Rio Largo.
Atualmente, a Companhia Brasileira de Trens Urbanos (CBTU), estatal vinculada ao Ministério das Cidades opera os trens metropolitanos em Maceió, João Pessoa, Recife e Salvador.

### Implantação
O VLT de Maceió foi implantado as 9h00min do dia 10 de outubro de 2011, como um sistema de transporte público da Grande Maceió, baseado no sistema de veículos leves sobre trilhos (VLT) tendo como objetivo modernizar os trens de Alagoas, e aumentar o tráfego de passageiros nos trens.
O sistema ferroviário da cidade possui 3 veículos no total que atingem velocidade máxima de 80 km/h. Está prevista uma ampliação dessa linha, com a implantação de novos trilhos e mais 3 estações em direção ao Shopping Maceió.
A CBTU, por meio da Superintendência de Maceió, administra a linha, que transporta cerca de 11 mil pessoas por dia, com intervalo mínimo (headway) de 20 minutos entre trens e que pagam R$ 2,50 por viagem.

## Projeto

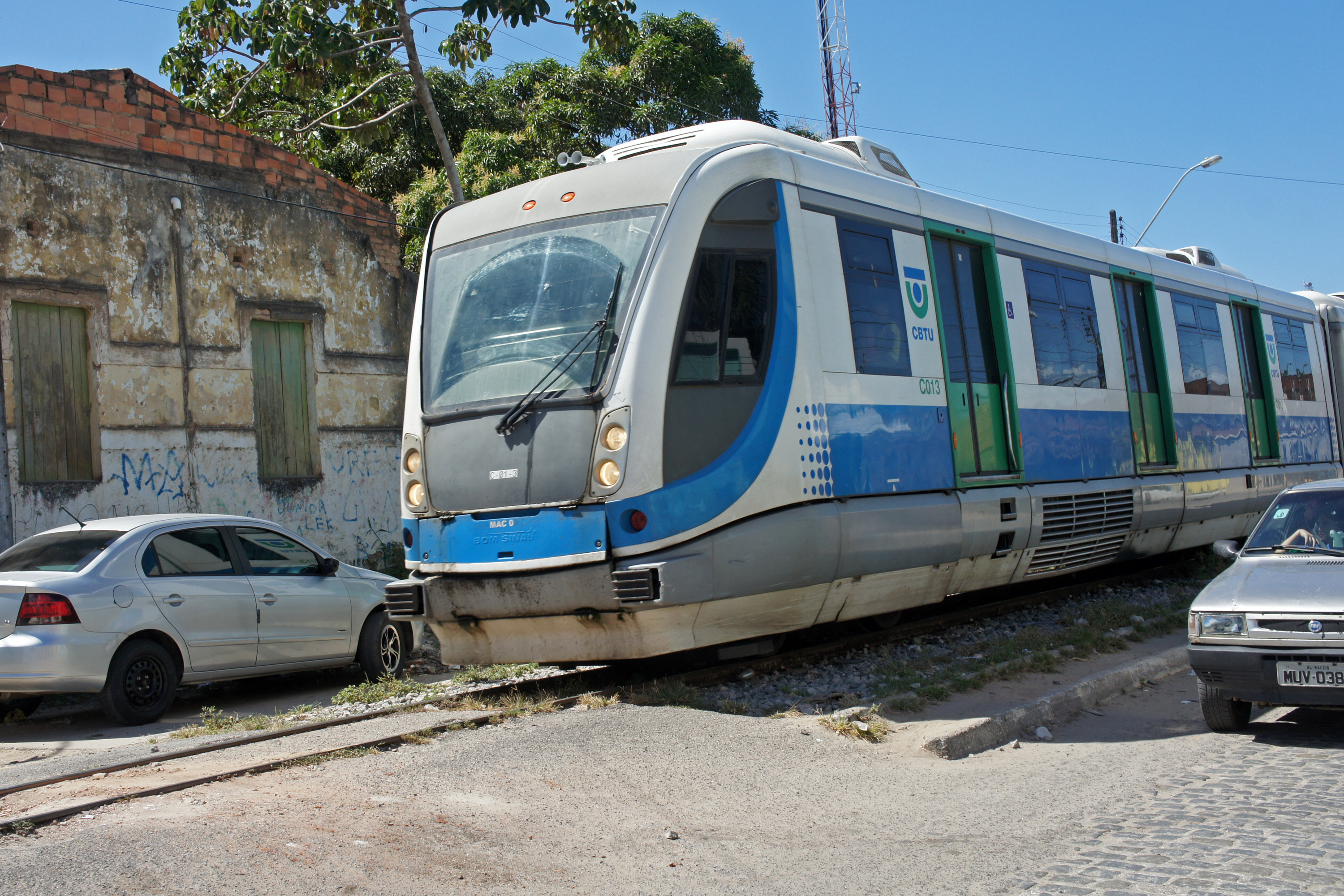
VLT saindo de Maceió

O ministro das Cidades, Márcio Fortes de Almeida, participou no dia 20 de maio de 2009 do lançamento da licitação do VLT de Maceió.
No dia 3 de novembro de 2009, o prefeito de Maceió Cícero Almeida anunciou o início da primeira etapa da construção, no dia 9 de novembro de 2009 começaram as substituições dos trilhos dormentes no trecho entre o Centro até a avenida Siqueira Campos.
No dia 17 de novembro de 2009, a prefeitura de Maceió, por meio da Secretaria Municipal de Abastecimento (Semab), iniciou a transferência dos feirantes que ocupam a linha da via férrea nas proximidades do Mercado da Produção.

## Linhas

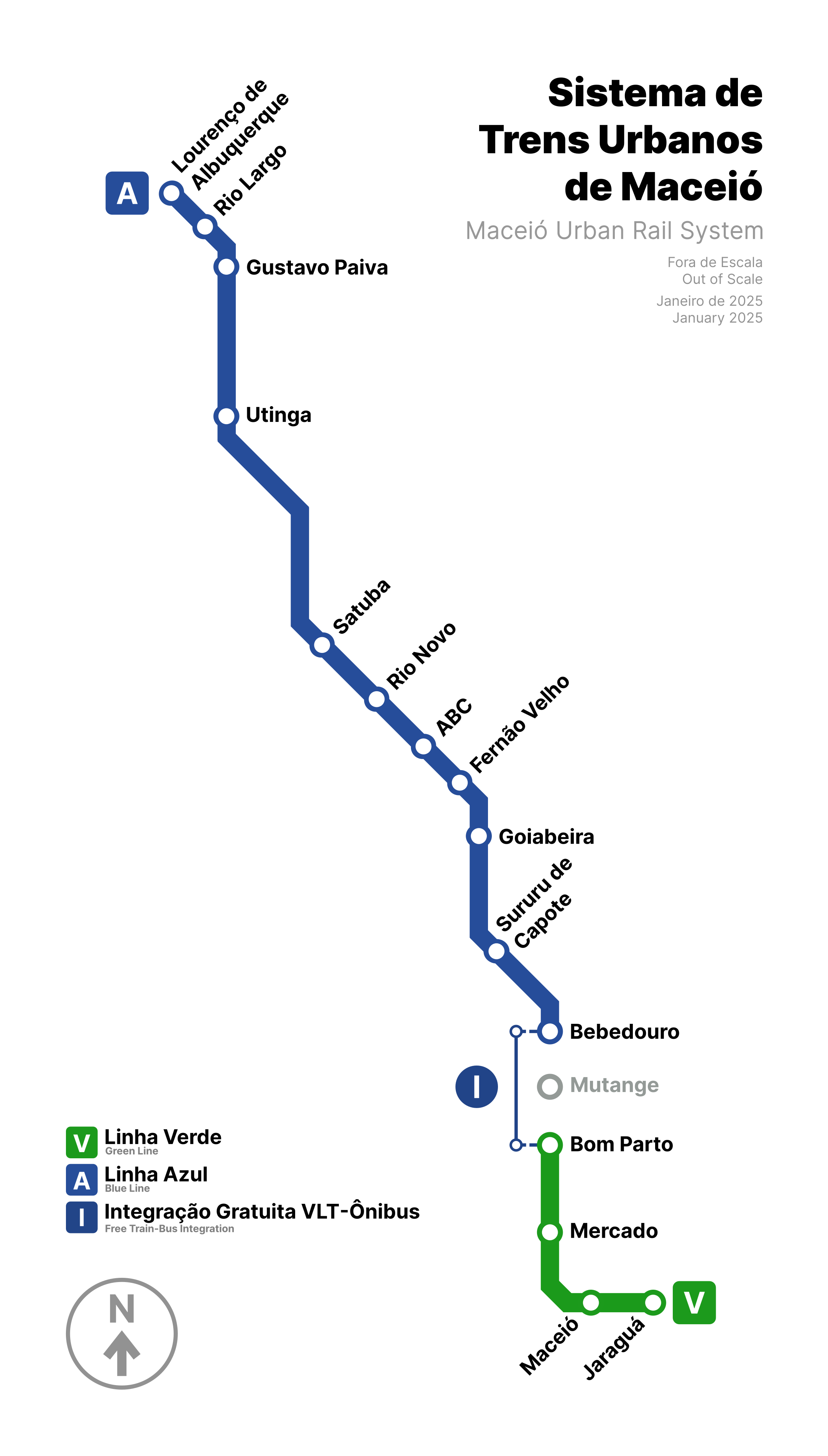
Diagrama da rede, levando em conta a posição relativa entre as estações.

Antigamente uma única linha, o sistema foi partido ao meio após a desativação da Estação Mutange, por conta dos afundamentos do solo da região. Embora o trajeto não esteja conectado via trilhos, ônibus custeados pela Braskem estão executando o transporte entre as estações Bom Parto e Bebedouro de forma emergencial.

### Jaraguá ↔ Bom Parto (Linha Verde)
A menor linha do sistema. A linha verde interliga as estações de Bom Parto, Mercado, Maceió e Jaraguá.
Em 2017, o extremo interior da antiga linha única que viria se tornar a linha verde foi expandido até a Estação Jaraguá, ampliando assim a extensão total do sistema em 2,2 km.

### Bebedouro ↔ Lourenço de Albuquerque (Linha Azul)
A linha com maior extensão do sistema. A linha azul interliga todas as estações entre Bebedouro, em Maceió, e a estação de Lourenço de Albuquerque, no município de Rio Largo. 

## Estações
| Linha | Nome                    | Município | Latitude     | Longitude     |
| ----- | ----------------------- | --------- | ------------ | ------------- |
| Verde | Jaraguá                 | Maceió    | 9° 40' 18" S | 35° 43' 11" O |
| Verde | Maceió                  | Maceió    | 9° 40' 6" S  | 35° 44' 20" O |
| Verde | Mercado do Artesanato   | Maceió    | 9° 39' 34" S | 35° 44' 29" O |
| Verde | Bom Parto               | Maceió    | 9° 38' 58" S | 35° 44' 35" O |
| —     | Mutange (desativada)    | Maceió    | 9° 38' 11" S | 35° 44' 50" O |
| Azul  | Bebedouro               | Maceió    | 9° 37' 30" S | 35° 45' 8" O  |
| Azul  | Sururu de Capote        | Maceió    | 9° 36' 4" S  | 35° 46' 28" O |
| Azul  | Goiabeira               | Maceió    | 9° 35' 44" S | 35° 46' 43" O |
| Azul  | Fernão Velho            | Maceió    | 9° 35' 22" S | 35° 47' 12" O |
| Azul  | ABC                     | Maceió    | 9° 35' 12" S | 35° 47' 53" O |
| Azul  | Rio Novo                | Maceió    | 9° 34' 45" S | 35° 48' 37" O |
| Azul  | Satuba                  | Satuba    | 9° 34' 24" S | 35° 49' 30" O |
| Azul  | Utinga                  | Rio Largo | 9° 32' 30" S | 35° 51' 19" O |
| Azul  | Gustavo Paiva           | Rio Largo | 9° 30' 23" S | 35° 50' 54" O |
| Azul  | Rio Largo               | Rio Largo | 9° 29' 42" S | 35° 50' 40" O |
| Azul  | Lourenço de Albuquerque | Rio Largo | 9° 28' 23" S | 35° 51' 36" O |

## Planos para linhas futuras

### Maceió ↔ Aeroporto

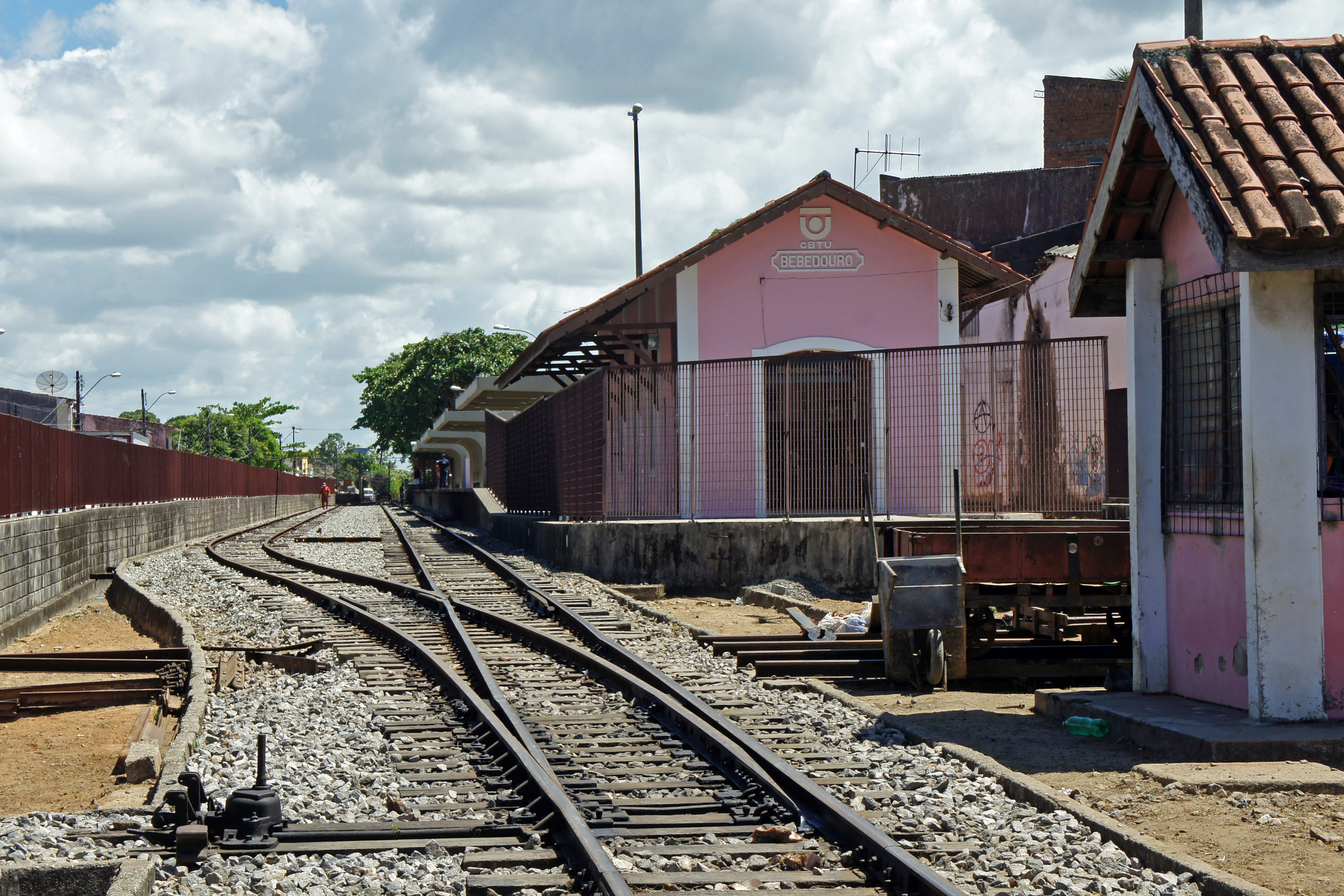
Estação do VLT Bebedouro

Depois da inauguração do VLT Maceió - Rio Largo, o Governo do Estado de Alagoas, em parceria com a Prefeitura de Maceió, lançou a proposta para tirar os ônibus de uma das principais "artérias" da cidade, a Avenida Fernandes Lima, para dar lugar ao Veículo Leve sobre Trilhos. As construtoras OAS Ltda. e Queiroz Galvão S/A estão desenvolvendo os estudos de implantação, com finalização prevista para o fim de fevereiro de 2013.
A proposta inicial prevê um trajeto de 20 km, do centro de Maceió até o Aeroporto Internacional Zumbi dos Palmares, 18 composições rodando em trilhos que serão implantados dos dois lados do canteiro central da Avenida Fernandes Lima e Durval de Goes Monteiro, 17 estações (entre estações integradas e terminais) e beneficiará cerca de 140 mil passageiros todos os dias.
Já foi aprovada uma verba de R$ 280 milhões através do PAC 2 do governo federal para o projeto, sendo R$ 137 milhões da União e R$ 147 milhões do Tesouro Estadual.
O projeto será executado em 2 etapas, a primeira compreende ao trecho do centro até o supermercado Makro, e a segunda compreende ao restante da linha, até o Aeroporto.
O início das obras para a primeira etapa está previsto para Agosto de 2013, com termino previsto para o fim de 2014.

### Jaraguá ↔ Maceió Shopping
Atualmente, estuda-se a expansão do ramal da Estação Jaraguá até as imediações do Maceió Shopping, no bairro de Mangabeiras. As obras de expansão consumiriam cerca de R$ 120 milhões, dos quais R$ 60 milhões estão garantidos pelo Governo Federal. Junto com as obras, seriam adquiridas mais três composições, totalizando 11 VLTs em operação.
Segundo o presidente da CBTU\, José Marques, a expansão até o Maceió Shopping atenderia os bairros do Centro, Jaraguá, Poço, Jacintinho, Mangabeiras e Jatiúca, abrangendo uma população estimada em cerca de 150 mil pessoas. O projeto prevê a possibilidade de extensão do sistema em 3,7 km, incluindo três estações ao longo do trecho a ser feito.

## Frota
Este sistema conta atualmente com uma frota de duas Locomotivas ALCO, diesel de bitola métrica e 17 Locomotivas Pidner, semelhantes aos dos sistemas de João Pessoa, Recife e Rio de Janeiro compostas por aço carbono formando três composições. Além disso, existe também as composições de VLT modelo Mobile 3 em operação.
As locomotivas ALCO RSD-8 (nº 6002 e 6019) encontra-se com pintura especial desde 2008.
| Modelo/Série | Potência (kW) | Bitola (m) | Fabricante | Origem | Ano de Fabricação | Adquirente Inicial | Frota Ativa | Frota Inativa | Frota Total |
| ------------ | ------------- | ---------- | ---------- | ------ | ----------------- | ------------------ | ----------- | ------------- | ----------- |
| RSD-8/6000*  | 671           | 1,00       | ALCO       | EUA    | 1958              | RFFSA              | 2           | 0             | 2           |
| UC**         | ---           | 1,00       | Pidner     | Brasil | 1978              | ---                | 6           | 11            | 17          |
| Mobile 3     | ---           | 1,00       | Bom Sinal  | Brasil | 2011              | ---                | 6           | 2***          | 8           |
| TOTAL        |               |            |            |        |                   |                    | 14          | 13            | 27          |

(*) Locomotivas • (**) Carros de Passageiros • (***) Composição em teste operacional

## Tarifa
- Única - R$ 2,50[9]

## Passageiros transportados
| Ano                              | Passageiros | Ano  | Passageiros | Ano  | Passageiros | Ano  | Passageiros | Ano  | Passageiros |
| -------------------------------- | ----------- | ---- | ----------- | ---- | ----------- | ---- | ----------- | ---- | ----------- |
| 1987                             | 1 282 000   | 1995 | 2 739 000   | 2003 | 1 611 000   | 2011 | 837 800     | 2019 | 2 617 000   |
| 1988                             | 1 118 000   | 1996 | 1 973 000   | 2004 | 972 000     | 2012 | 1 613 000   | 2020 | 754 000     |
| 1989                             | 1 299 000   | 1997 | 1 272 000   | 2005 | 1 815 000   | 2013 | 2 212 000   | 2021 | 467 000     |
| 1990                             | 1 764 000   | 1998 | 1 099 000   | 2006 | 1 500 000   | 2014 | 2 679 000   | 2022 | 395 000     |
| 1991                             | 1 952 000   | 1999 | 1 245 000   | 2007 | 1 564 000   | 2015 | 2 168 511   | 2023 | 391 000     |
| 1992                             | 1 683 000   | 2000 | 1 278 000   | 2008 | 1 738 000   | 2016 | 1 726 713   |      |             |
| 1993                             | 2 122 000   | 2001 | 1 315 000   | 2009 | 1 795 000   | 2017 | 1 258 572   |      |             |
| 1994                             | 2 258 000   | 2002 | 1 642 000   | 2010 | 1 266 000   | 2018 | 2 743 000   |      |             |
| Fonte: Relatórios Anuais da CBTU |             |      |             |      |             |      |             |      |             |

| Passageiros transportados por ano (1987-2023) |
|                                               |